# Białęcino
Białęcino (deutsch Balenthin) ist ein Dorf in der polnischen Woiwodschaft Westpommern und gehört zur Landgemeinde Malechowo im Powiat Sławieński (Kreis Schlawe).

## Geographische Lage
Das frühere Bauerndorf liegt in Hinterpommern, zwölf Kilometer südlich der Kreisstadt Sławno (Schlawe) und zwei Kilometer westlich der Woiwodschaftsstraße 205 (Darłowo (Rügenwalde) – Sławno – Polanów (Pollnow) – Bobolice (Bublitz)) zwischen Ostrowiec (Wusterwitz) und Nowy Żytnik (Neue Mühle), eingebettet in das Tal der Grabowa (Grabow). Im Nordwesten liegt Podgórki (Deutsch Puddiger), im  Norden bis Osten Ostrowiec (Wusterwitz), im Süden Zielenica (Söllnitz) und im Westen Lejkowo (Leikow). Der Ort liegt am Rande einer Bodenschwelle, die von etwa 60 Metern über NN. nach Süden zum Grabowtal auf etwa 15 Meter abfällt. Höchste Erhebung ist der früher so genannte Fichtberg mit 78 Metern im Forst von Białęcino am östlichen Ortsende.

## Geschichte
Im Jahre 1347 wird Balenthin zum ersten Male urkundlich erwähnt. In dieser Urkunde erkennen die Swenzonen Jasco von Slaw und sein Sohn Peter in einem Streit mit ihren Erbherren den Schiedsspruch des Camminer Bischofs Johann I. von Sachsen-Lauenburg an.
1655 treten die Witwe und die Erben des Nikolaus von Below aus Wusterwitz (Ostrowiec) als Besitzer auf.  Kurze Zeit später erwarb Adam von Podewils auf Krangen (Krąg) das Dorf, und im Besitz dieser Familie blieb es bis 1858.
Im Jahre 1784 hatte Balenthin ein Vorwerk, neun Bauern, drei Kossäten, einen Schulmeister, einen Kalkofen und Viehzucht, sowie Fischerei in der Grabow.
Im Jahre 1858 kaufte Oskar Schimmelpfennig das Gut. Ende des 19. Jahrhunderts übernahmen die Fürsten zu Pleß in Oberschlesien das Gut, veräußerten es aber vor dem Ersten Weltkrieg wieder. Das Gut Balenthin wurde aufgesiedelt.
1818 lebten hier 84 Einwohner. Ihre Zahl stieg im Jahre 1871 auf 201, sank dann aber bis 1939 auf 117.
Vor 1945 gehörte Balenthin zusammen mit dem Ortsteil Balenthin (Pachthof) (Białęciniec) (das Vorwerk Balenthin (Białęcinko) gehörte seit 1928 zu Wusterwitz) zum Amtsbezirk Wusterwitz (Ostrowiec) im Landkreis Schlawe i. Pom. im Regierungsbezirk Köslin der preußischen Provinz Pommern. Standesamtlich war der Ort nach Segenthin (Żegocino) orientiert, und das Amtsgericht war in Schlawe.
Ende Februar 1945 erreichten Truppen der Roten Armee die Grabow  und drangen bis nach Wusterwitz vor. Die Bevölkerung von Balenthin erhielt am 4. März den Räumungsbefehl. Nach drei Tagen Aufenthalt im Wald wurden die Einwohner dann schließlich nach Nitzlin (Nosalin) evakuiert. Am 14. März kehrten sie wieder in ihr Heimatdorf zurück, das sie stark zerstört vorfanden. Bald nach Beendigung der Kampfhandlungen in der Region war Balenthin seitens der sowjetischen Besatzungsmacht der Volksrepublik Polen zur Verwaltung überlassen worden. Von der polnischen Behörde wurde das Dorf nun unter der Ortsbezeichnung  „Białęcino“ verwaltet. In der Folgezeit wurde die einheimische Bevölkerung von der polnischen Administration aus dem Kreisgebiet vertrieben. Seit Mitte 1946 hatten zugewanderte polnische Bauern die Höfe übernommen.
Białęcino gehört heute zur Gmina Malechowo im Powiat Sławieński der Woiwodschaft Westpommern (bis 1998 Woiwodschaft Köslin).

## Balenthin (Pachthof)
Der Ortsteil Balenthin (Pachthof) (heute polnisch: Białęciniec) wurde mundartlich auch der Heeg oder Hecht genannt. Es handelte sich um den Resthof des ehemaligen Gutes. Er lag einen Kilometer nordwestlich des Dorfes Balenthin. Zu ihm gehörten zwei Bauernhöfe.

## Kirche
Balenthin gehörte vor 1945 zusammen mit dem Dorf Wiesenthal (Święcianowo) zur evangelischen Kirchengemeinde Wusterwitz im gleichnamigen Kirchspiel im Kirchenkreis Schlawe der Kirche der Altpreußischen Union. Seit 1945 ist es weiterhin der – nun allerdings römisch-katholischen – Parochie Ostrowiec zugeordnet und ist Teil des Dekanats Sławno (Schlawe) im Bistum Köslin-Kolberg der Katholischen Kirche in Polen. Die wenigen evangelischen Bewohner werden jetzt vom Pfarramt Koszalin (Köslin) in der Diözese Pommern-Großpolen der Evangelisch-Augsburgischen Kirche in Polen betreut.

## Schule
Vor 1945 hatte Balenthin eine einklassige Volksschule für etwa 16 bis 18 Kinder. Letzter deutscher Schulhalter war Lehrer Schmidt bis 1939, danach gingen die Kinder bis Kriegsende in die Schule von Deutsch Puddiger (Podgórki).